# Dümpel
Dümpel ist eine Hofschaft  im Norden der bergischen Großstadt Wuppertal.

## Lage und Beschreibung
Die Hofschaft liegt im Norden des Wohnquartiers Dönberg im Stadtbezirk Uellendahl-Katernberg auf einer Höhe von 274 m ü. NHN am Stürmannsweg.
Benachbarte Orte sind neben Dönberg die Wohnplätze und Hofschaften Neue Wiese, Pottstemmer, Am Strauch, Danz, Danzberg, Winterberg, Ibach, Schmiede, Weißenibach, Weißenhaus, Am Brass, Stürmann, Grades, Engelshaus, Schell, Bruch, Jungenholz, Mutzberg, Saurenhaus, Schmürsches, Brunnenhäuschen, Grüntal, Langenkamp, Jommerhönschen, Junkernbruch und Schimmelshaus.
In der lokalen Mundart wurde der Ort als em Dömpel bezeichnet.

## Geschichte
Im 19. Jahrhundert gehörte Dümpel zu den Außenortschaften der Bauerschaft und der Kirchengemeinde Dönberg in der Bürgermeisterei Hardenberg, die 1935 in Neviges umbenannt wurde. Damit gehörte es von 1816 bis 1861 zum Kreis Elberfeld und ab 1861 zum alten Kreis Mettmann.
Der Ort ist auf der Gemeinde Charte des Parzellar Katasters der Bürgermeisterei Hardenberg von 1815/16 als aufm Dümpel eingezeichnet. Im Gemeindelexikon für die Provinz Rheinland von 1888 werden zwei Wohnhäuser mit 27 Einwohnern angegeben.
Mit der Kommunalreform von 1929 wurde der südliche Teil von Dönberg abgespalten und mit weiteren, außerhalb von Dönberg liegenden Nevigeser Ortschaften in die neu gegründete Stadt Wuppertal eingemeindet, der Rest Dönbergs mit Dümpel verblieb zunächst bei Neviges. Durch die nordrhein-westfälische Gebietsreform kam Neviges mit Beginn des Jahres 1975 zur Stadt Velbert und das restliche Dönberg wurde ebenfalls in Wuppertal eingemeindet.